# Euston Square (metrostation)
Euston Square is een station van de metro van Londen aan de Circle Line, Hammersmith & City Line en aan de Metropolitan line. Het metrostation, dat in 1863 is geopend, ligt nabij het spoorwegstation Euston.

## Geschiedenis
In 1808 lag op de plaats van het metrostation korte tijd een kleine, cirkelvormige, demonstratiespoorlijn waar de door Richard Trevithick ontworpen en door Hazeldine en Rastrick gebouwde eencilinder-locomotief Catch Me Who Can haar rondjes reed. Zij trok een omgebouwde koets rond voor twee shilling (gelijk aan £ 8,17 in 2020). In de jaren daarna werden in Engeland verschillende spoorlijnen aangelegd en in 1850 waren er zeven kopstations rond het centrum van Londen. In 1852 lag er een voorstel om Paddington met King's Cross te verbinden met een ondergrondse lijn. Het uitgewerkte plan kreeg in augustus 1859 parlementaire goedkeuring en de bouw van de oost-west lopende lijn begon in maart 1860. Het station onderweg bij Euston kwam op de hoek van Gower Street en Euston Road en werd op 10 januari 1863 geopend als onderdeel van het initiële deel van de Metropolitan Railway (MR), 's werelds eerste ondergrondse spoorlijn.
In 1864 keurde het Parlement de noord-zuid lopende North Western en Charing Cross Railway (NW&CCR) goed die, eveneens ondergronds, Euston en Charing Cross en daarmee de Britse spoorlijnen in het noordwesten en zuidoosten met elkaar zou verbinden. Deze lijn zou de Metropolitan Railway kruisen bij Gower Street. In 1870 werd de NW&CCR omgedoopt in London Central Railway (LCR). In 1871 kreeg het bedrijf toestemming om een station te bouwen dichter bij het voorplein van Euston Station ten noorden van de Metropolitan-tunnel. Omdat de LCR de bekostiging niet rond kreeg werd de noord-zuidlijn in 1874 afgeblazen.

## Ligging en inrichting
Euston Square ligt op de hoek van Euston Road en Gower Street , net ten noorden van University College London de hoofdingang ligt tegen over de toren van University College Hospital. Het spoorwegstation London Euston ligt voorbij Euston Square Gardens, één straat naar het oosten. 
De toegangen bevinden zich aan de noord en zuidkant van Euston Road en zijn met een voetgangerstunnel onderling verbonden. De noordelijke ingang is de oorspronkelijke uit 1863 de ingang aan de zuidkant dateert van eind 2006 en ligt achter de glazen pui op de begane grond van het hoofdkantoor van de Wellcome Trust. De toegangspoortjes, die boven de sporen staan scheiden de voetgangerstunnel van de verdeelhal waar reizigers de gewenste richting kunnen kiezen. De perrons zijn met vaste trappen met de verdeelhal verbonden en sinds 2011 is het perron voor de metro's naar het westen ook per lift bereikbaar.
In december 2005 kondigde Network Rail plannen aan om een voetgangerstunnel te bouwen tussen het station en het spoorwegstation zodat er een directe loopverbinding ontstaat. Dit wordt gedaan in samenhang met de uitbreiding van station Euston ten behoeve van High Speed 2, de hoge snelheids lijn naar het noorden.

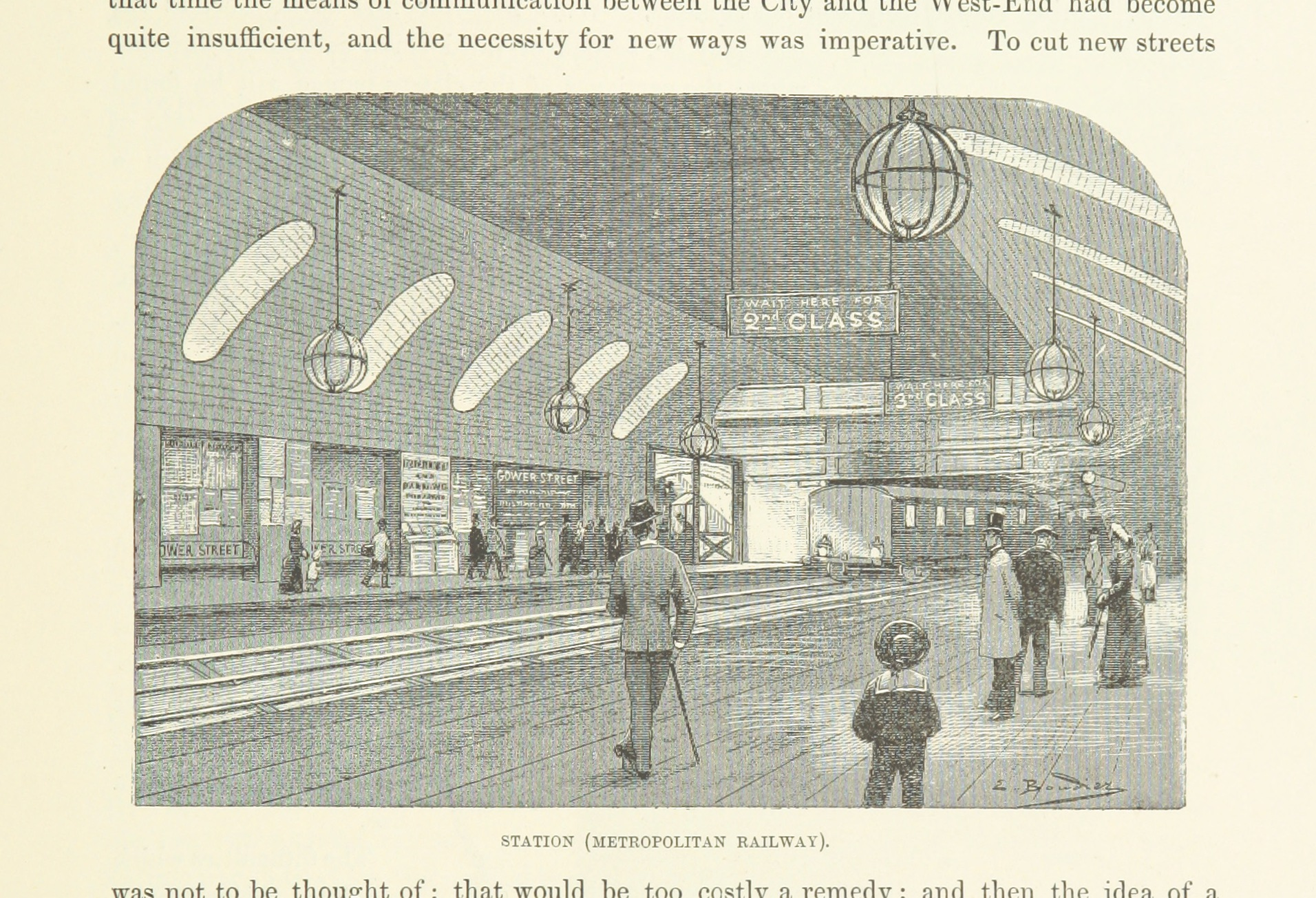
Het station in 1888.
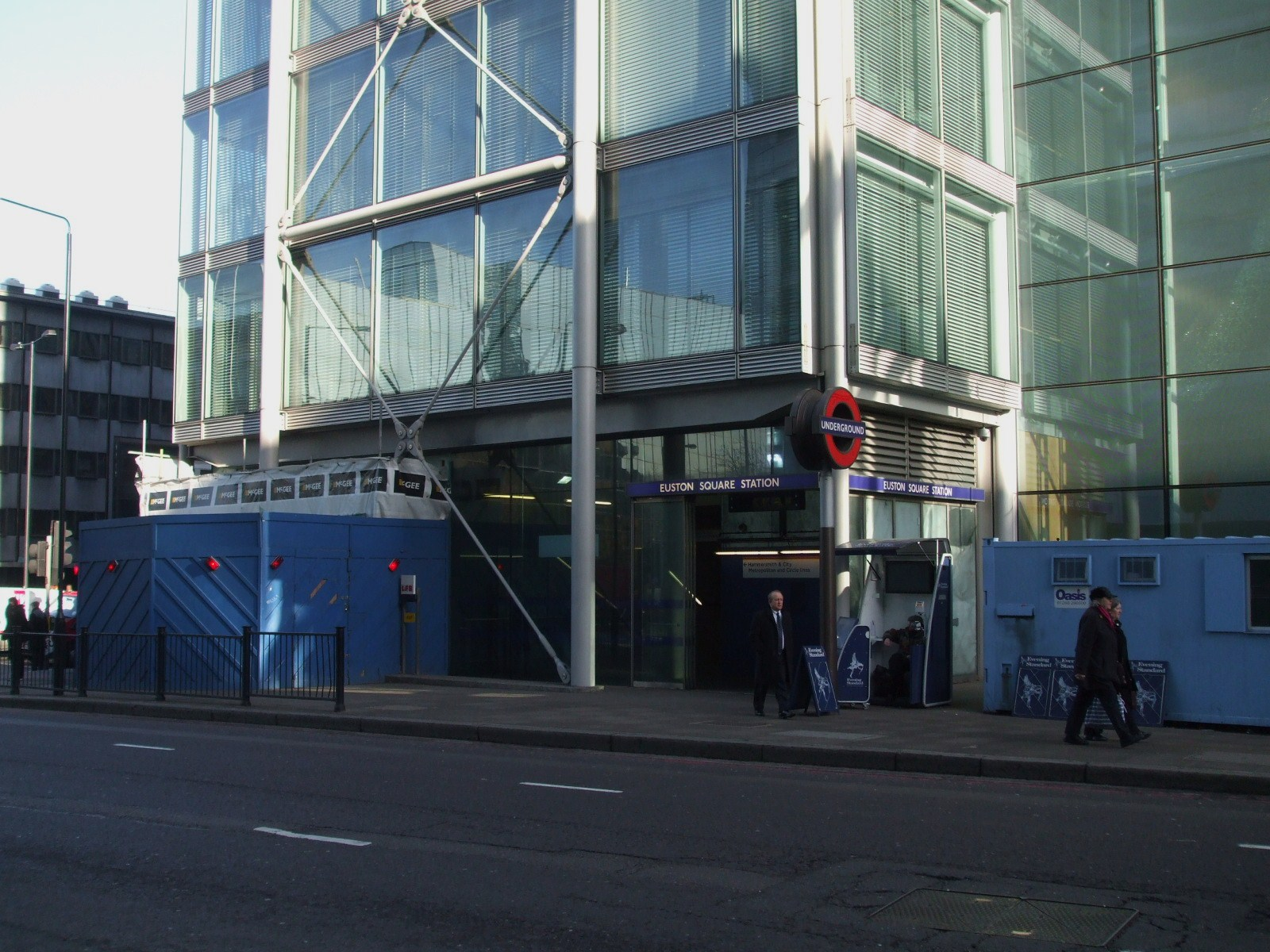
De ingang uit 2006.
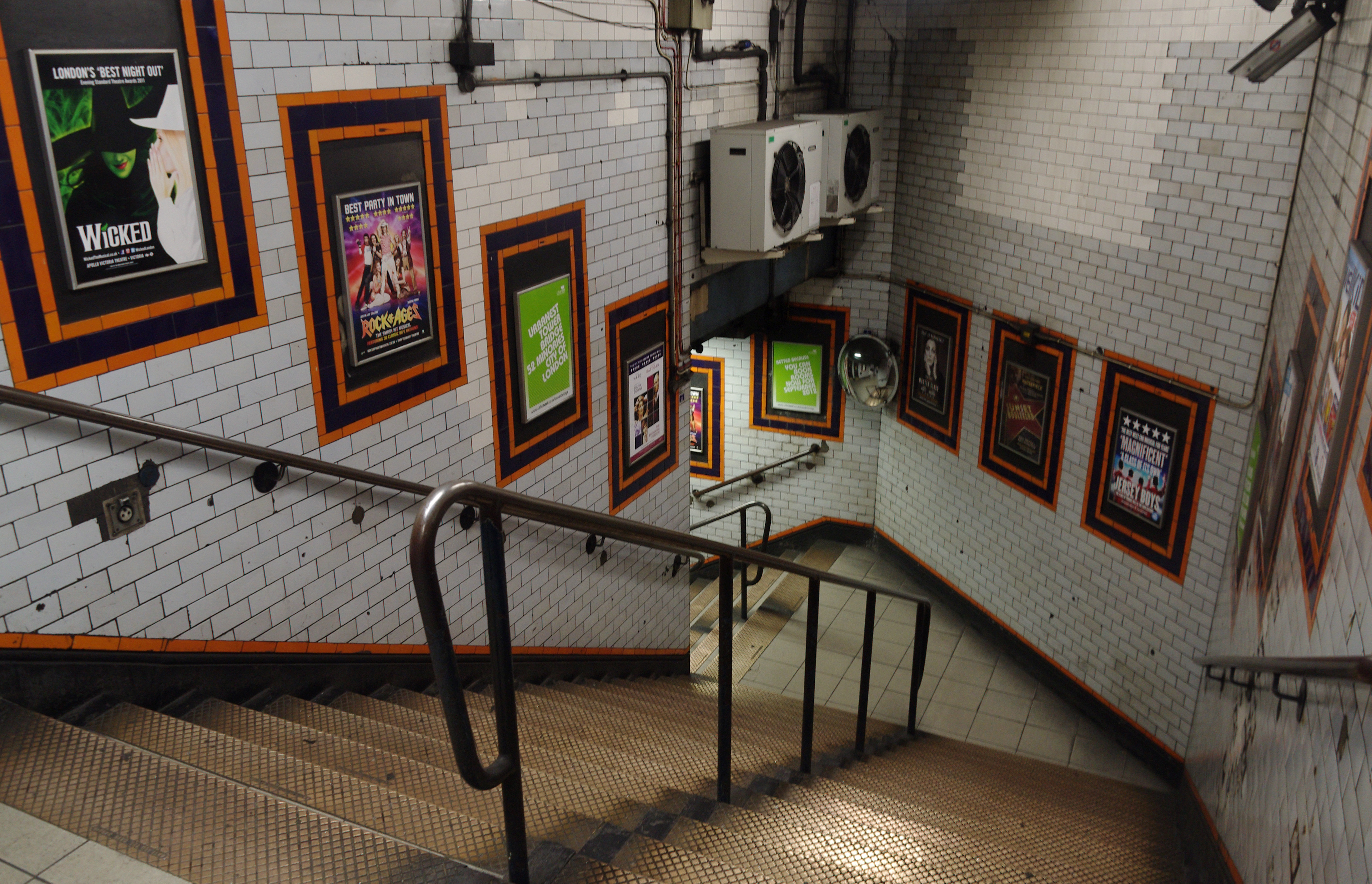
Tussen verdeelhal en perron.

## Reizigersdiensten
Het station wordt bediend door de metrolijnen Metropolitan , Hammersmith & City en Circle , tussen King's Cross St. Pancras in het oosten en Great Portland Street in het westen. Alle drie de lijnen delen hetzelfde paar sporen van Baker Street Junction tot Aldgate Junction, waardoor dit deel van het spoor een van de meest intensief gebruikte op het London Underground-netwerk is.

### Circle Line
In de normale dienst rijden; 
- 6 metro's per uur met de klok mee via Liverpool Street en Tower Hill
- 6 metro's per uur tegen de klok in naar Hammersmith via Paddington

### Hammersmith & City Line
In de normale dienst rijden;
- 6 metro's per uur in oostelijke richting naar Barking
- 6 metro's per uur westwaarts naar Hammersmith via Paddington

### Metropolitan Line
De Metropolitan Line is de enige lijn die expresdiensten tijdens de spits aanbiedt, Westwaarts 06:30-09:30 / Oostwaarts 16:00-19:00 uur. Snelle diensten rijden non-stop tussen Wembley Park, Harrow-On-The-Hill en Moor Park, terwijl semi-snelle diensten non-stop rijden tussen Wembley Park en Harrow-On-The-Hill.
Tijdens de daluren rijden;
- 12 metro's per uur in oostelijke richting naar Aldgate
- 2 metro's per uur westwaarts naar Amersham (alle stations)
- 2 metro's per uur westwaarts naar Chesham (alle stations)
- 8 metro's per uur westwaarts naar Uxbridge (alle stations)

Tijdens de daluren eindigen de diensten van/naar Watford in Baker Street
Tijdens de spitsuren rijden;
- 14  metro's per uur in oostelijke richting naar Aldgate
- 2 metro's per uur westwaarts naar Amersham (alleen snel in de avondspits)
- 2 metro's per uur westwaarts naar Chesham (alleen snel in de avondspits)
- 4 metro's per uur westwaarts naar Watford (alleen halfsnel in de avondspits)
- 6 metro's per uur Westbound naar Uxbridge (alle stations)

## Fotoarchief
- London Euston railway station to Euston Square tube station subway link. Always Touch Out. Gearchiveerd op 13 februari 2006. Geraadpleegd op 6 februari 2022.
- De ingang in de jaren 50[dode link]. Photo collection. London Transport Museum.

Hammersmith · 
Goldhawk Road · 
Shepherd's Bush Market · 
Wood Lane · 
Latimer Road · 
Ladbroke Grove · 
Westbourne Park · 
Royal Oak · 
Paddington · 
Edgware Road · 
Baker Street · 
Great Portland Street · 
Euston Square · 
King's Cross St. Pancras · 
Farringdon · 
Barbican · 
Moorgate · 
Liverpool Street · 
Aldgate · 
Tower Hill · 
Monument · 
Cannon Street · 
Mansion House · 
Blackfriars · 
Temple · 
Embankment · 
Westminster · 
St. James's Park · 
Victoria · 
Sloane Square · 
South Kensington · 
Gloucester Road · 
High Street Kensington · 
Notting Hill Gate · 
Bayswater · 
Paddington · 
Edgware Road
Hammersmith · 
Goldhawk Road · 
Shepherd's Bush Market ·
Wood Lane · 
Latimer Road · 
Ladbroke Grove · 
Westbourne Park · 
Royal Oak · 
Paddington · 
Edgware Road · 
Baker Street · 
Great Portland Street · 
Euston Square · 
King's Cross St. Pancras · 
Farringdon · 
Barbican · 
Moorgate · 
Liverpool Street · 
Aldgate East · 
Whitechapel · 
Stepney Green · 
Mile End · 
Bow Road · 
Bromley-by-Bow · 
West Ham · 
Plaistow · 
Upton Park · 
East Ham · 
Barking